# アルメノイド

シリアのアルメニア人

アルメノイド（Armenoid race）は、20世紀初頭の自然人類学における人種の概念である。アナトリア人種ともよばれる。コーカソイドの下位区分に位置する。

## 概説
人類学者カールトン・スティーヴンズ・クーンによれば、西アジア北部の国、特にアナトリア（トルコ共和国）、コーカサス、イラン、レバノンがアルメノイドの分布の中心と考えられた 。額から鼻先までが一直線に続くように見えることが特徴である。Y染色体ハプログループJ2との関連が考えられる。